# Geschützter Landschaftsbestandteil Biotopkomplex Nierhofsiepen
Der Geschützte Landschaftsbestandteil Biotopkomplex Nierhofsiepen mit 2,78 Hektar (ha) Flächengröße liegt im Industriegebiet Nierhof östlich von Voßwinkel im Stadtgebiet von Arnsberg im Hochsauerlandkreis. Der Westteil wurde 1998 mit dem Landschaftsplan Arnsberg durch den Kreistag des Hochsauerlandkreises als Geschützter Landschaftsbestandteil (LB) mit dem Namen Geschützter Landschaftsbestandteil Nierhofssiepen mit Gebüschkomplex und einer Flächengröße von 0,88 ha erstmals ausgewiesen. Der Ostteil war von 1998 bis 2021 ohne eine Schutzausweisung. 2021 wurde der LB bei der Neuaufstellung des Landschaftsplans vergrößert und neuem Namen erneut ausgewiesen.

## Beschreibung
Beim LB handelt es sich um einen Siepen. Nördlich und südlich grenzen Industriebauten direkt an das Schutzgebiet. Durch eine Straße wird der LB in zwei Teilflächen geteilt.
Der Landschaftsplan führte 1998 zum Wert des LB aus: „Der Siepen weist als Biotopkomplex aus Graben, Naßweiden und Gebüschen eine hohe strukturelle Vielfalt auf. Er hat lokale Bedeutung als Vernetzungsbiotop. Auf der Fläche wurden gefährdete Tier- und Pflanzenarten nachgewiesen.“
Der Landschaftsplan führte 2021 bei der Neuaufstellung zum Wert des LB aus: „Die durch eine Überfahrt zwischen zwei Gewerbegebietsflächen getrennten Siepenstrecken weisen als Biotopkomplex aus einem mehr oder weniger tief und breit kerbtalartig eingeschnittenem Fließgewässer, Naßweiden und Gebüschen eine hohe strukturelle Vielfalt auf. Die Festsetzung hat auch Bedeutung als Vernetzungsbiotop.“

## Schutzgrund, Verbote und Gebote
Geschützte Landschaftsbestandteile haben laut Landschaftsplan eine besondere Funktion für die Gliederung und Belebung des Landschaftsbildes bzw. des umgebenden Offenlandes. Es kommt solchen Objekten in der Regel eine erhöhte Bedeutung als Bruthabitat für Hecken- und Gebüschbrüter zu. Laut Landschaftsplan sind Geschützte Landschaftsbestandteile im Plangebiet durch ihren eigenständigen Charakter deutlich von der sie umgebenden „normalen“ Wald- und Feld-Landschaft zu unterscheiden.
Wie bei allen LB ist es verboten, diese zu beschädigen, auszureißen, auszugraben oder Teile davon abzutrennen oder auf andere Weise in seinem Wachstum oder Erscheinungsbild zu beeinträchtigen. Unberührt ist jedoch die ordnungsgemäße Pflege eines LB.
Das LB soll laut Landschaftsplan „durch geeignete Pflegemaßnahmen erhalten werden, solange der dafür erforderliche Aufwand in Abwägung mit ihrer jeweiligen Bedeutung für Natur und Landschaft gerechtfertigt ist.“